# 19-2000
"19-2000" (a vegades també escrit "19/2000") és el segon senzill l'àlbum de debut de la banda britànica Gorillaz, anomenat també Gorillaz. Es va llançar el juny de 2001 sota la producció de Dan the Automator i juntament amb una nova versió titulada "Soulchild Remix", produïda per Damien Mendis. El senzill arribà a la sisena posició a la llista britànica i al capdamunt de la llista neozelandesa.
La remescla Soulchild Remix fou la versió utilitzada per la majoria d'emissores de tot el món. Aquesta versió fou la cançó principal del videojoc FIFA 2002 i també aparegué en les pel·lícules How to Lose a Guy in 10 Days i Cloverfield. Una altra versió titulada "Gorillaz on My Mind" aparegué en la banda sonora de la pel·lícula Blade II.
El videoclip d'animació fou dirigit per Jamie Hewlett i Pete Candeland. Apareixen els quatre membres del grup conduint un Buggy per una enrevessada autovia en la qual hi apareixen loops com en una muntanya russa. Mentre es diverteixen per cabrioles, apareix un OVNI que els dispara un raig i també un uapití enorme enmig de la carretera. En Murdoc, que condueix el Buggy, li dispara un parell de míssils per tal de destruir-lo, però el uapatí esternuda i els desvia la trajectòria i retornen cap al cotxe abans d'explotar. Finalment apareixen els membres de Gorillaz negres com a resultat de l'explosió. Es van fer dues versions del videoclip, una per la versió original i una per la versió Soulchild Remix, tot i que les diferències entre els dos eren mínimes.

## Llista de cançons
CD
1. "19-2000"
2. "19-2000" (Soulchild Remix)
3. "Left Hand Suzuki Method"
4. "Enhanced section: 
  - 19/2000 animatic
  - 2-D interview
  - Geep sim trailer

12"
1. "19/2000"
2. "Left Hand Suzuki Method"
3. "19/2000" (The Wiseguys house of wisdom remix)

Cassette
1. "19/2000"
2. "19/2000" (Soulchild Remix)
3. "Hip Albatross"

## Posicions en llista
| Llista           | Posició |
| ---------------- | ------- |
| Nova Zelanda     | 1       |
| UK Singles Chart | 6       |
| US Modern Rock   | 23      |
| Suècia           | 24      |
| Alemanya         | 29      |
| Austràlia        | 39      |